# Telões (Vila Pouca de Aguiar)
Telões é uma povoação portuguesa sede da Freguesia de Telões do Município de Vila Pouca de Aguiar, freguesia com 45,35 km² de área e 1328 habitantes (censo de 2021), tendo, por isso, uma densidade populacional de 29,3 hab./km².
Inclui no seu território os seguintes lugares: Carrica, Castelo, Covelo, Gralheira, Ferreirinho, Outeiro, Pontido, Soutelinho do Mezio, Souto, Telões, Tourencinho, Vila Chã e Zimão.

## Demografia
A população registada nos censos foi:
| Distribuição da População por Grupos Etários | Distribuição da População por Grupos Etários | Distribuição da População por Grupos Etários | Distribuição da População por Grupos Etários | Distribuição da População por Grupos Etários |
| -------------------------------------------- | -------------------------------------------- | -------------------------------------------- | -------------------------------------------- | -------------------------------------------- |
| Ano                                          | 0-14 Anos                                    | 15-24 Anos                                   | 25-64 Anos                                   | > 65 Anos                                    |
| 2001                                         | 228                                          | 240                                          | 838                                          | 324                                          |
| 2011                                         | 174                                          | 146                                          | 778                                          | 387                                          |
| 2021                                         | 125                                          | 118                                          | 630                                          | 455                                          |

## Património
- Castelo de Pena de Aguiar